# Жарко Башески
Жарко Башески (Прилеп, 11. јул 1957) македонски је вајар и универзитетски професор.

## Биографија
Рођен је 1957. године у Прилепу. Дипломирао је у класи Петра Хаџи Бошкова (1988), а магистрирао у класи Драгана Поповског (1998) на Факултету ликовних уметности у Скопљу. Од 1979. до 1982. боравио је на усавршавању у Лондону. Након завршетка студија, постао је предавач на Факултету ликовних уметности у Скопљу. Члан Друштва ликовних уметника Македоније је од 1988. године.
До сада је имао укупно седам самосталних изложби: Прилеп (1984. и 1993), Битољ (1993) и Скопље (1994, 1997, 1998. и 2004). Учествовао је и на неколико групних изложби у иностранству (САД, Турска, Србија). Нека његова дела се налазе и у приватним колекцијама у земљи и иностранству.